# Gens Domitia
De gens Domitia was een plebeïsch geslacht dat vanaf het begin van de tweede eeuw v.Chr. een zeer prominente plaats innam binnen het Romeinse politieke bestel. De Gens Domitia kenden in de Republikeinse tijd een tweetal familietakken: de Ahenobarbi en de Calvini. De gens Domitia gebruikte slechts een tweetal praenomina: Gnaeus/Gnaius en Lucius.

## Gens Domitia Ahenobarbus
Stamboom
|  |

Zie voor nadere informatie aangaande verschillende leden van de gens Domitia Ahenobarba:
- Gnaius Domitius Ahenobarbus (consul in 192 v.Chr.)
- Gnaius Domitius Ahenobarbus (consul suffectus in 162 v.Chr.)
- Gnaius Domitius Ahenobarbus (consul in 122 v.Chr.)
- Gnaius Domitius Ahenobarbus (consul in 96 v.Chr.)
- Lucius Domitius Ahenobarbus (consul in 94 v.Chr.)
- Gnaius Domitius Ahenobarbus (praetor in Sicilia)
- Lucius Domitius Ahenobarbus (consul in 54 v.Chr.)
- Gnaius Domitius Ahenobarbus (consul in 32 v.Chr.)
- Lucius Domitius Ahenobarbus (consul in 16 v.Chr.)
- Gnaius Domitius Ahenobarbus (consul in 32 n.Chr.)
- Domitia Lepida minor, (3 - 55 n.Chr.) jongste dochter van Lucius Domitius Ahenobarbus (III), moeder van keizerin Valeria Messalina.
- Domitia Lepida maior, (? - 59 n.Chr.) oudste dochter van Lucius Domitius Ahenobarbus (III) en tante van keizer Nero.
- Lucius Domitius Ahenobarbus (bekend als keizer Nero)
- Domitia Longina, (ca. 53 - 126 / 130 n.Chr.) was de jongste dochter van Gnaeus Domitius Corbulo en vrouw van keizer Domitianus.
- Domitia Paulina (I), vrouw van Publius Aelius Afer en moeder van keizer Hadrianus
- Domitia Paulina (II), dochter van P. Afer en Domitia Paulina (I), zus van keizer Hadrianus.
- Domitia Lucilla, moeder van keizer Marcus Aurelius

## Gens Domitia Calvinus
- Gnaeus Domitius Calvinus (consul in 332 v.Chr.)
- Gnaeus Domitius Calvinus Maximus (dictator in 280 v.Chr.)
- Domitius Calvinus: (praenomen onbekend), waarschijnlijk een zoon van Gn. Calvinus Maximus.
- Gnaeus Domitius Calvinus (consul in de jaren 54 en 40 v.Chr.)